# Dương Ngung
Dương Ngung (giản thể: 杨颙; phồn thể: 楊顒; bính âm: Yáng Yóng; ? – 228?), tự Tử Chiêu (子昭), là quan viên nhà Quý Hán thời Tam Quốc trong lịch sử Trung Quốc.

## Cuộc đời
Dương Ngung quê ở huyện Tương Dương, quận Nam, sau tách ra thành quận Tương Dương, Kinh Châu, tính cách ngay thẳng. Dương Ngung là người cùng tộc với anh em Dương Lự, Dương Nghi. Nhà của Ngung và Nghi nằm ở hồ Hồi (洄湖) thông với sông Miện. Nhà Dương Nghi ở đầu hồ, còn nhà Dương Ngung ở cuối hồ, đối xứng qua cù lao Thái Châu (蔡洲).
Năm 211, Dương Ngung theo Lưu Bị vào đất Thục. Năm 214, Lưu Bị lấy được Ích Châu, lấy Ngung được phong làm Thái thú Ba quận.
Năm 223, Thừa tướng Gia Cát Lượng khai phủ, bổ nhiệm Dương Ngung giữ chức Chủ bộ của phủ Thừa tướng. Trong thời gian này, Dương Ngung thấy Thừa tướng thường tự mình kiểm tra sổ sách, thẳng thắn khuyên bảo:
Việc cai trị có thể chế, sao cho kẻ trên người dưới chẳng nên phạm lấn nhau, xin minh công hãy lấy việc trong nhà làm ví dụ. Nay có người sai gia nô cầm cày cấy lúa, con đòi lo việc thổi lửa nấu nướng, con gà giữ việc báo thức buổi sớm, con chó coi việc canh kẻ trộm, con trâu phụ trách chuyển chở nặng, con ngựa lặn lội đường xa, như thế việc riêng không sót, mà cái mà mình cần đều có đủ, ung dung ăn uống thôi, thốt nhiên một sớm muốn đem thần mình làm mọi việc, chẳng giao phó trách nhiệm cho người khác nữa, sức lực hao mòn, đó là việc tạp nhạp, mà đến nỗi hình sắc mệt mỏi thần trí khốn quẫn, cuối cùng việc chẳng thành. Há cái trí của người ấy chẳng bằng được gia nô, tôi đòi, gà, chó chăng? Đấy là làm mất phép tắc của gia chủ vậy.
Thế nên cổ nhân nói rằng ngồi mà luận đạo gọi là Tam công, đứng ra mà làm việc gọi là Sĩ đại phu. Vậy nên Bỉnh Cát không hỏi đến người chết ở ngang đường mà lo con trâu thở dốc, Trần Bình không chịu tính xem sổ sách tiền lương, nói rằng tự có người lo việc ấy, những người ấy thành đạt là bởi có cách thức phân chia công việc vậy. Nay minh công xử lý chính vụ, lại tự thân tra xét sổ sách, mồ hôi vã suốt ngày, chẳng vất vả lắm sao!
Gia Cát Lượng tạ lỗi với Dương Ngung. Dương Ngung sau đó được giữ chức Đông tào chúc lo việc tuyển cử.
Khoảng 228, Thừa tướng Gia Cát Lượng dẫn quân ra Hán Trung chuẩn bị Bắc phạt. Dương Ngung không lâu sau qua đời. Gia Cát Lượng vô cùng đau xót, khóc suốt ba ngày. Cùng thời gian này, Tây tào lệnh sử Lại Quăng cũng chết trẻ. Gia Cát Lượng viết thư cho Lưu phủ Trưởng sử, Tòng quân Trương Duệ, Tưởng Uyển, than rằng: Lệnh sử tổn thất Lại Quăng, duyện thuộc mất đi Dương Ngung, là tổn thất lớn của triều đình.

## Nhận xét
Học giả Vương Phu Chi thời Minh mạt Thanh sơ có nhận xét: Dương Ngung gián Gia Cát công: "Việc cai trị có thể chế, sao cho kẻ trên người dưới chẳng nên phạm lấn nhau" quá đúng rồi!

## Trong văn hóa
Trong tiểu thuyết Tam quốc diễn nghĩa, Dương Ngung xuất hiện ở hồi 103, giữ chức Thừa tướng Chủ bộ. Năm 234, Thừa tướng Gia Cát Lượng ra quân gò Ngũ Trượng, bị bệnh nặng. Dương Ngung khuyên bảo:
Tôi thấy thừa tướng hàng ngày cứ phải coi xét sổ sách, thiết nghĩ không nên. Ôi! Việc trị nước phải có thể thống, trên dưới không xâm phạm tới nhau. Ví như đạo trị việc nhà, tất phải có đứa ở trại coi việc cày bừa, đứa ở gái coi việc thổi nấu, nghề nghiệp không thiếu việc gì, cần cái gì có cái ấy; ông chủ nhà chỉ việc thung dung ngồi một chỗ, nằm cao thảnh thơi, ăn uống mà thôi! Nếu việc nào cũng phải xuất thân làm lấy, thì sức lực mỏi mệt, tinh thần kém sút, mà không nên được việc gì. Đó có phải là trí khôn không bằng kẻ ăn người ở đâu, đạo làm chủ nhà phải thế. Cho nên cổ nhân có nói: "Ngồi mà bàn đạo lý, gọi là tam công; đứng ra mà làm việc, gọi là sĩ đại phu". Ngày xưa, Bỉnh Cát lo việc con trâu thở, không lo gì đến kẻ đánh nhau chết dọc đường; Trần Bình làm tướng, không biết số tiền thóc ở kho bao nhiêu, nói rằng đã có người coi riêng từng việc. Nay thừa tướng thân xét đến cả việc nhỏ nhặt, mồ hôi toát ra cả ngày, chẳng nhọc nhằn lắm ru? Lời Tư Mã Ý nói, xin thừa tướng xét cho mới được.
Khác với trong lịch sử, thời gian Dương Ngung can gián bị cố ý thay đổi. Mặt khác, Gia Cát Lượng thay vì tiếp thu, lại lấy lý do từ chối:
Ta không phải là không biết thế đâu, nhưng vì chịu ơn tiên đế thác cô cho ta rất trọng, chỉ sợ người khác không được hết lòng như ta. Vậy ta mới phải chịu khó nhọc như thế.